# مونكي إكس
مونكي إكس (بالإنجليزية: Monkey X)‏، هي محرك ألعاب فيديو أنتجها شركة بيتلز للبحث النيوزيلندية، صدرت أول النسخة سنة 2011م تحت مسمى مونكي، وفي شهر ديسمبر سنة 2013م غيرت الاسم إلى مونكي إكس، وفي 30 يونيو 2016م تم تغيير الاسم إلى مانكي 2.